# Dieudonné Ganga
Dieudonné-Antoine Ganga (Brazzaville, 26 de noviembre de 1945) es un politólogo, político y diplomático congoleño, que se desempeñó como Ministro de Relaciones Exteriores de la República del Congo en 1992, bajo la presidencia de Pascal Lissouba.

## Biografía
Nació en Brazzaville en noviembre de 1945. Estudió Ciencias Políticas en la Universidad de París I Panthéon-Sorbonne, de donde posee un Doctorado.
En 1992, se desempeñó brevemente como Ministro de Relaciones Exteriores en el Gobierno de Transición liderado por el Primer Ministro André Milongo. De allí pasó a ser, sucesivamente, Embajador en Etiopía, en Yibuti, en Kenia, en Tanzania y en Yemén. Posteriormente, fue designado por el presidente Pascal Lissouba como Embajador en Estados Unidos, en abril de 1996.
Después de llegar a Washington D. C., capital de Estados Unidos, el 22 de abril de 1996, presentó sus credenciales al presidente estadounidense Bill Clinton el 30 de abril de 1996. Como Embajador, se centró en atraer inversores estadounidenses a la República del Congo. Tras la Guerra Civil de junio-octubre de 1997, en la que Lissouba fue derrocado, Serge Mombouli lo reemplazó con el cargo de Encargado de Negocios.
Tras dejar la diplomacia, se estableció en el área de Washington, impartiendo clases avanzadas de francés en la Alliance Francaise en Washington.